# 나카니시 후토시
나카니시 후토시(일본어: 中西 太, 1933년 4월 11일~2023년 5월 11일)는 일본의 전 프로 야구선수이자 야구 감독, 야구 해설가·평론가이다.

## 개요
현역 시절에는 수많은 전설을 남긴 간판 타자였으며 현역 은퇴 후에는 수많은 타자들을 길러낸 명코치로 알려져 있다. 애칭은 ‘후토시’(太).

## 학창시절

### 프로 입단 전
가가와현 다카마쓰시 출신으로 다카마쓰 제1 고등학교 시절에는 홈런을 때려낼 정도로 ‘괴동’(怪童)이라는 별명이 붙여질 정도였다. 고시엔 대회에서는 세 차례나 출전해(1949년 봄, 1949년 여름, 1951년 여름)의 팀을 4강으로 이끌었던 적이 두 차례나 있었지만 모두 패했다.

### 현역 시절
1952년 니시테쓰 라이온스에 입단하여 프로 1년차부터 활약을 하는 등 그 해에 신인왕을 석권했고 그 후에도 수위타자, 홈런왕, 타점왕 타이틀을 다수 석권하는 등 1958년까지 매년과 같은 3관왕에 가까운 성적을 남겼다. 1953년부터 1956년까지 4년 연속 홈런왕을 차지했다.
그리고 도루 개수도 많았는데 1953년에는 시즌 36개의 도루를 기록하면서 사상 3번째의 타율 3할대, 30홈런, 30도루(트리플 쓰리)를 달성하고 있었다. 특히 3루수로서의 수비도 능숙했는데 눈앞에 펜스가 다가오고 있어도 부상에 대해 두려워하지 않으면서 타구를 쫓아가 당시 유격수를 맡고 있던 도요다 야스미쓰와 함께 ‘철망 데드 매치’(金網デスマッチ)라고 불렸다. 이 때문에 앞니 3개가 부러지는 부상을 당했다.
운동 신경이 매우 뛰어난 것으로 알려질 정도로 나카니시 본인도 “나는 농경민족이기 때문에”라고 말했는데 그 하반신의 힘은 특별했다. 특히 스모를 좋아하면서 스모 선수들과 교분을 쌓아갈 정도로 매우 사이가 좋았다. 도요다 야스미쓰, 오시타 히로시, 세키구치 세이지, 다카쿠라 데루유키, 고노 아키노부 등과 함께 최강 타선으로 형성된 일명 ‘유선형 타선’이라고 불리게 되는 등 1954년에 리그 우승, 이나오 가즈히사가 입단한 1956년부터 3년 연속 일본 시리즈 우승을 제패하는 니시테쓰의 황금 시대를 미하라 오사무 감독에 의해 구축되었다. 1958년까지는 타이틀 경쟁에 합류할 만큼의 타격면에서 좋은 모습을 보여주었지만 1959년에 긴테쓰의 고다마 아키토시와 경기 도중 충돌하면서 오른손이 스파이크에 맞아 부상당했고 이듬해 1960년에는 건초염을 앓아 만족스러운 스윙을 할 수 없게 되면서 주로 대타로 출전하는 일이 많아졌다.
1962년에는 29세의 젊은 나이로 니시테쓰의 감독으로 전격 부임해 감독 2년차인 1963년에는 난카이 호크스와 치열한 우승 경쟁을 펼쳤는데 마지막 4경기(2일 연속의 더블헤더)에서는 모두 승리하여 극적인 리그 우승을 차지했다(이것이 니시테쓰의 마지막 우승이 되었다). 그러나 같은 해 일본 시리즈에서는 요미우리 자이언츠와 대결하였지만 3승 4패의 성적을 남기며 패했다. 1964년 오프에는 퇴단한 와카바야시 다다시 수석 코치의 처우 문제로 인한 갈등을 빚게 되면서 이 때문에 니시테쓰는 정규 시즌 5위를 차지했는데 와카바야시 코치의 성적 부진으로 책임을 묻게 했다는 이유를 들어 언론으로부터 비난을 받기도 했다.

### 은퇴 이후
1969년 시즌까지 18년 간의 현역 생활을 은퇴함과 동시에 감독 직에서 물러났지만 같은 해 1969년 10월 경에 발생한 니시테쓰의 선수까지 개입했던 일본 야구계의 승부 조작 사건인 이른바 ‘검은 안개 사건’에 대한 도의적인 책임을 지고 사임했다. 나카니시가 착용한 등번호 6번은 장래 유망한 선수가 나올 때까지의 보류 결번으로 취급되었는데 1973년에 니시테쓰가 양도했을 때에 이나오 가즈히사 감독(당시)의 추천으로 기쿠카와 쇼지로가 33번에서 6번으로 변경하여 착용했다.
은퇴 후 1년 간 도쿄 방송(현재의 TBS TV, TBS 라디오)의 야구 해설 위원을 맡은 후 야쿠르트(1971년~1973년, 1983년~1984년 도중), 닛폰햄 파이터스(1974년~1975년), 한신 타이거스(1979년~1981년), 긴테쓰 버펄로스(1985년~1990년), 요미우리 자이언츠(1992년), 지바 롯데 마린스(1994년), 오릭스 블루웨이브(1995년~1997년) 등 여러 팀에서 감독, 타격 코치, 수석 코치를 두루 역임했다(닛폰햄과 한신에서는 감독, 야쿠르트와 지바 롯데에서는 감독 대행을 맡았다).
감독 시절에는 에모토 다케노리의 “벤치가 바보”라는 발언으로 인해 비난의 대상으로 거론되고 있었지만 A클래스(1위~3위, 상위권을 지칭하는 일본 언론의 표현) 6차례(리그 우승 1회)의 실적을 갖고 있다. 코치로서는 수많은 타자들을 육성해 탁월한 타격 이론에는 정평이 나 있다. 특히 긴테쓰 수석 코치 시절에 일명 ‘10월 19일의 비극’이 있었던 1988년 시즌과 극적인 리그 우승을 이끌었던 이듬해 1989년에는 오기 아키라 감독과의 명콤비에 의한 활약상은 선수나 팬들로부터 대단한 지지를 얻게 되었다(다만 벤치의 분위기는 오기 감독과 나카니시 ‘총감독’과 같은 상태였고 니시테쓰 시절과는 정반대로 나카니시의 참모 역할을 오기가 맡고 있었다).
동시에 구단의 인기면에서도 실력과 함께 급상승하는 등 긴테쓰는 리그 최강팀으로 알려진 세이부와의 라이벌 구단이 되었다. 오릭스의 코치직에서 물러난 이후에도 야쿠르트를 시작해 여러 구단에서 ‘특별 코치’와 ‘임시 코치’를 맡고 있다. 1999년에는 일본 야구 명예의 전당에서도 헌액자로 선정되었고 2000년부터 닛칸 스포츠 야구 평론가를 맡았지만 근년에는 갑상선암에 걸리면서 치료를 받았지만 다행히 건강 상태는 양호했다. 2007년 2월에는 메이저 리그에 도전하는 애제자 이와무라 아키노리의 트레이닝을 도우는 등 나카니시 스스로 배팅볼 투수로서 등판했다.
2007년 10월, 현역 시절의 유니폼이나 수상 트로피 등을 포함한 자료 49점을 자신의 고향인 다카마쓰 시에 기증했고 2008년 4월 26일부터 다카마쓰 시 마쓰시마정에 있는 다카마쓰 시민 문화 센터에서도 그의 유품들이 공개되고 있었다.
2023년 5월 11일 오전 3시 38분, 자택에서 심부전으로 사망한 사실이 2023년 5월 18일에 알려졌다.

## 상세 정보

### 출신 학교
- 다카마쓰 제1 고등학교

### 선수 경력
- 니시테쓰 라이온스(1952년~1969년)

### 지도자·기타 경력
- 니시테쓰 라이온스 감독(1962년~1969년) ※선수 겸임.
- 야쿠르트 아톰스 타격 코치(1971년~1973년)
- 닛폰햄 파이터스 감독(1974년~1975년)
- 한신 타이거스 타격 코치(1979년~1980년)
- 한신 타이거스 감독(1980년~1981년)
- 야쿠르트 스왈로스 타격 코치(1983년~1984년)
- 야쿠르트 스왈로스 감독 대행(1984년)
- 긴테쓰 버펄로스 타격 코치(1985년~1990년)
- 요미우리 자이언츠 타격 코치(1992년)
- 지바 롯데 마린스 감독 대행(1994년)
- 오릭스 블루웨이브 타격 코치(1995년~1997년)

### 수상·타이틀 경력

#### 타이틀
- 수위타자: 2회(1955년, 1958년)
- 홈런왕: 5회(1953년~1956년, 1958년)
- 타점왕: 3회(1953년, 1956년, 1957년)
- 최다 안타(당시는 타이틀이 아님): 2회(1953년, 1957년) ※1994년부터 타이틀로 제정됨.

#### 수상
- 신인왕(1952년)
- MVP: 1회(1956년)
- 베스트 나인: 7회(1953년~1958년, 1961년)
- 일본 시리즈 우수 선수상: 1회(1958년)
- 올스타전 MVP: 2회(1954년 제1차전, 1958년 제3차전)
- 일본 야구 명예의 전당 헌액자(1999년)

### 개인 기록
- 올스타전 출장: 7회(1953년~1955년, 1957년, 1958년, 1961년, 1963년)
- 통산 1000경기 출장: 1961년 5월 7일(58번째)

### 등번호
- 6(1952년~1969년)
- 60(1971년~1973년)
- 88(1974년, 1995년~1997년)
- 30(1975년)
- 81(1979년~1981년)
- 80(1983년~1984년)
- 77(1985년~1990년)
- 70(1992년)
- 89(1994년)

### 연도별 타격 성적
| 연 도      | 소 속      | 경 기 | 타 석 | 타 수 | 득 점 | 안 타 | 2 루 타 | 3 루 타 | 홈 런 | 루 타 | 타 점 | 도 루 | 도 루 자 | 희 생 번 | 희 생 플 | 볼 넷 | 고 4 | 사 구 | 삼 진 | 병 살 타 | 타 율 | 출 루 율 | 장 타 율 | O P S |
| ---------- | ---------- | ----- | ----- | ----- | ----- | ----- | ------- | ------- | ----- | ----- | ----- | ----- | -------- | -------- | -------- | ----- | ---- | ----- | ----- | -------- | ----- | -------- | -------- | ----- |
| 1952년     | 니시테쓰   | 111   | 410   | 384   | 57    | 108   | 20      | 7       | 12    | 178   | 65    | 16    | 4        | 0        | --       | 26    | --   | 0     | 38    | 12       | .281  | .327     | .464     | .790  |
| 1953년     | 니시테쓰   | 120   | 509   | 465   | 92    | 146   | 20      | 7       | 36    | 288   | 86    | 36    | 16       | 1        | --       | 41    | --   | 1     | 52    | 13       | .314  | .370     | .619     | .989  |
| 1954년     | 니시테쓰   | 130   | 554   | 493   | 87    | 146   | 28      | 8       | 31    | 283   | 82    | 23    | 9        | 2        | 4        | 51    | --   | 4     | 73    | 10       | .296  | .364     | .574     | .938  |
| 1955년     | 니시테쓰   | 135   | 549   | 473   | 96    | 157   | 28      | 4       | 35    | 298   | 98    | 19    | 12       | 0        | 3        | 71    | 17   | 2     | 91    | 10       | .332  | .419     | .630     | 1.049 |
| 1956년     | 니시테쓰   | 137   | 523   | 462   | 74    | 150   | 27      | 5       | 29    | 274   | 95    | 15    | 12       | 1        | 5        | 54    | 17   | 1     | 70    | 8        | .325  | .393     | .593     | .987  |
| 1957년     | 니시테쓰   | 132   | 538   | 486   | 84    | 154   | 31      | 3       | 24    | 263   | 100   | 15    | 6        | 0        | 2        | 49    | 6    | 1     | 71    | 14       | .317  | .379     | .541     | .920  |
| 1958년     | 니시테쓰   | 126   | 469   | 404   | 61    | 127   | 19      | 1       | 23    | 217   | 84    | 8     | 9        | 0        | 2        | 60    | 10   | 3     | 59    | 10       | .314  | .405     | .537     | .942  |
| 1959년     | 니시테쓰   | 59    | 181   | 153   | 21    | 45    | 10      | 1       | 7     | 78    | 29    | 2     | 3        | 0        | 3        | 24    | 7    | 1     | 24    | 6        | .294  | .387     | .510     | .897  |
| 1960년     | 니시테쓰   | 32    | 54    | 47    | 6     | 17    | 2       | 1       | 1     | 24    | 10    | 1     | 0        | 0        | 1        | 6     | 4    | 0     | 8     | 4        | .362  | .426     | .511     | .937  |
| 1961년     | 니시테쓰   | 99    | 301   | 253   | 48    | 77    | 6       | 1       | 21    | 148   | 54    | 4     | 6        | 0        | 3        | 44    | 13   | 1     | 42    | 8        | .304  | .405     | .585     | .990  |
| 1962년     | 니시테쓰   | 44    | 82    | 71    | 6     | 19    | 1       | 0       | 2     | 26    | 11    | 2     | 1        | 0        | 1        | 9     | 2    | 1     | 8     | 4        | .268  | .354     | .366     | .720  |
| 1963년     | 니시테쓰   | 81    | 241   | 216   | 26    | 61    | 7       | 0       | 11    | 101   | 26    | 0     | 3        | 0        | 0        | 24    | 2    | 1     | 47    | 10       | .282  | .357     | .468     | .824  |
| 1964년     | 니시테쓰   | 33    | 46    | 40    | 2     | 6     | 2       | 0       | 0     | 8     | 4     | 0     | 0        | 0        | 0        | 6     | 1    | 0     | 10    | 2        | .150  | .261     | .200     | .461  |
| 1965년     | 니시테쓰   | 34    | 58    | 51    | 3     | 15    | 2       | 0       | 2     | 23    | 9     | 0     | 0        | 0        | 1        | 6     | 1    | 0     | 8     | 4        | .294  | .362     | .451     | .813  |
| 1966년     | 니시테쓰   | 51    | 55    | 51    | 6     | 14    | 2       | 0       | 6     | 34    | 15    | 1     | 0        | 0        | 1        | 3     | 2    | 0     | 9     | 0        | .275  | .309     | .667     | .976  |
| 1967년     | 니시테쓰   | 32    | 40    | 36    | 3     | 10    | 2       | 0       | 3     | 21    | 9     | 0     | 0        | 0        | 0        | 3     | 0    | 1     | 7     | 1        | .278  | .350     | .583     | .933  |
| 1968년     | 니시테쓰   | 26    | 28    | 25    | 1     | 10    | 0       | 0       | 1     | 13    | 8     | 0     | 0        | 0        | 0        | 3     | 3    | 0     | 5     | 1        | .400  | .464     | .520     | .984  |
| 1969년     | 니시테쓰   | 6     | 7     | 6     | 0     | 0     | 0       | 0       | 0     | 0     | 0     | 0     | 0        | 0        | 0        | 1     | 0    | 0     | 2     | 0        | .000  | .143     | .000     | .143  |
| 통산: 18년 | 통산: 18년 | 1388  | 4645  | 4116  | 673   | 1262  | 207     | 38      | 244   | 2277  | 785   | 142   | 81       | 4        | 26       | 481   | 85   | 17    | 624   | 117      | .307  | .379     | .553     | .933  |

- 굵은 글씨는 시즌 최고 성적.

### 감독으로서의 팀 성적
| 연도       | 소속       | 순위       | 경기 | 승리 | 패전 | 무승부 | 승률 | 승차                       | 팀 홈런                    | 팀 타율                    | 팀 평균자책점              | 연령                       |
| ---------- | ---------- | ---------- | ---- | ---- | ---- | ------ | ---- | -------------------------- | -------------------------- | -------------------------- | -------------------------- | -------------------------- |
| 1962년     | 니시테쓰   | 3위        | 136  | 62   | 68   | 6      | .477 | 16.0                       | 92                         | .245                       | 3.00                       | 29세                       |
| 1963년     | 니시테쓰   | 1위        | 150  | 86   | 60   | 4      | .589 | -                          | 146                        | .244                       | 2.69                       | 30세                       |
| 1964년     | 니시테쓰   | 5위        | 150  | 63   | 81   | 6      | .438 | 19.5                       | 116                        | .242                       | 3.57                       | 31세                       |
| 1965년     | 니시테쓰   | 3위        | 140  | 72   | 64   | 4      | .529 | 15.5                       | 112                        | .246                       | 3.00                       | 32세                       |
| 1966년     | 니시테쓰   | 2위        | 138  | 75   | 55   | 8      | .577 | 4.0                        | 125                        | .231                       | 2.13                       | 33세                       |
| 1967년     | 니시테쓰   | 2위        | 140  | 66   | 64   | 10     | .508 | 9.0                        | 98                         | .222                       | 2.50                       | 34세                       |
| 1968년     | 니시테쓰   | 5위        | 133  | 56   | 74   | 3      | .431 | 24.0                       | 110                        | .237                       | 3.17                       | 35세                       |
| 1969년     | 니시테쓰   | 5위        | 130  | 51   | 75   | 4      | .405 | 25.0                       | 119                        | .225                       | 3.40                       | 36세                       |
| 1974년     | 닛폰햄     | 6위        | 130  | 49   | 75   | 6      | .395 | 6위·6위                    | 96                         | .246                       | 4.11                       | 41세                       |
| 1975년     | 닛폰햄     | 6위        | 130  | 55   | 63   | 12     | .466 | 4위·4위                    | 100                        | .258                       | 3.89                       | 42세                       |
| 1980년     | 한신       | 5위        | 130  | 54   | 66   | 10     | .450 | 20.5                       | 134                        | .262                       | 3.73                       | 47세                       |
| 1981년     | 한신       | 3위        | 130  | 67   | 58   | 5      | .536 | 8.0                        | 114                        | .272                       | 3.32                       | 48세                       |
| 통산: 12년 | 통산: 12년 | 통산: 12년 | 1640 | 748  | 811  | 81     | .480 | A클래스: 6회, B클래스: 6회 | A클래스: 6회, B클래스: 6회 | A클래스: 6회, B클래스: 6회 | A클래스: 6회, B클래스: 6회 | A클래스: 6회, B클래스: 6회 |

1. 1962년, 1966년부터 1996년까지는 130경기제.
2. 1963년부터 1964년까지는 150경기제.
3. 1965년은 140경기제.
4. 승차에서 1974년과 1975년은 전·후기제(1973년~1982년) 도입으로 인해 왼쪽은 전기 순위, 오른쪽은 후기 순위를 표기.
5. 통산 성적은 실제 지휘를 맡은 경기에서의 성적.